# Jüdischer Friedhof (Vandžiogala)
Koordinaten: 55° 7′ 9,3″ N, 23° 58′ 34,6″ O

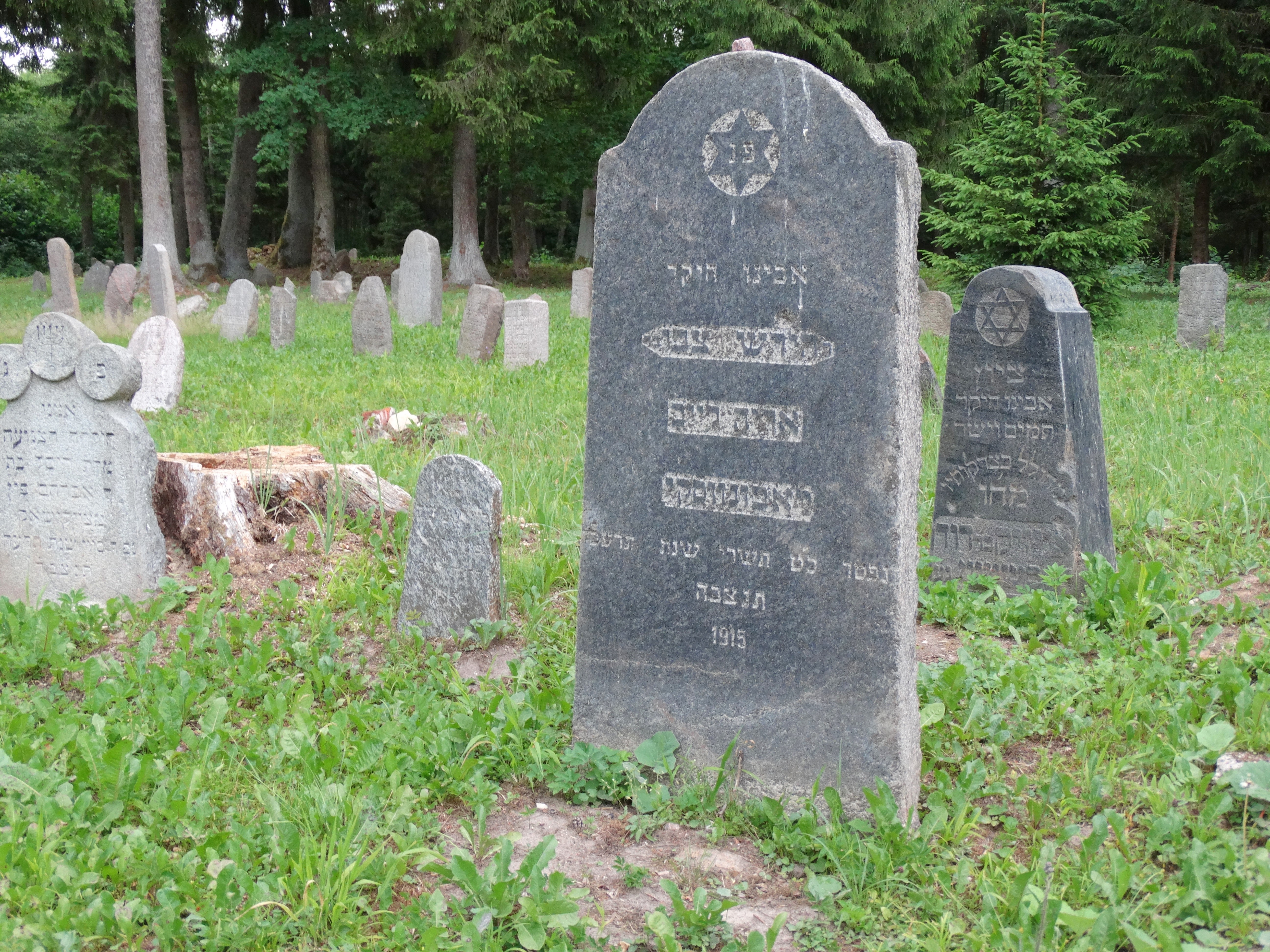
Jüdischer Friedhof Vandžiogala (2019)

Der jüdische Friedhof Vandžiogala liegt in Vandžiogala, einem Städtchen in der Rajongemeinde Kaunas im Bezirk Kaunas in der Mitte von Litauen. Der jüdische Friedhof befindet sich nordöstlich des Ortes.